# 忽怜
忽怜（?—?），又译忽邻。元朝将领。亦乞列思氏。孛秃曾孙，锁儿哈之孙，札忽儿臣之子。
忽怜尚宪宗蒙哥女伯牙伦公主。元世祖至元十四年（1277年），脱黑帖木儿劫持北平王那木罕叛乱，元世祖命忽怜与失列及等一起讨平脱黑帖木儿。因功再尚元宪宗蒙哥孙女不兰奚公主。南宋灭亡，赐给他广州民户为食邑。至元二十四年（1287年），随元世祖忽必烈攻打乃颜，与合丹三次大战，尽杀其军。第一次，战于程火失温；第二次，至元二十五年，战于曲列儿、塔兀儿河；第三次，至元二十六年，战于兀剌河（松花江），因功赐拔都之号。死后追封昌王，谥忠宣。其子阿失。

## 延伸阅读
[在维基数据编辑]
 《新元史/卷115》，出自柯劭忞《新元史》